# Joseph P. Kennedy junior

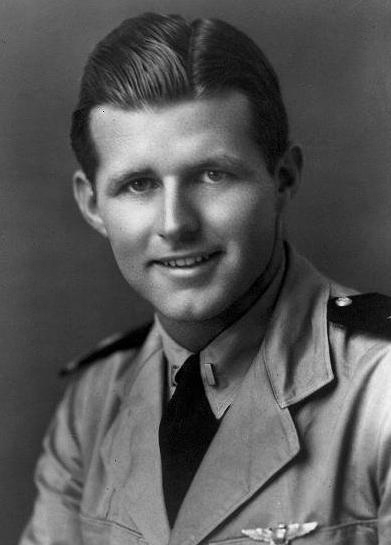
Joseph P. Kennedy Jr.

Joseph Patrick „Joe“ Kennedy Jr. (* 25. Juli 1915 in Hull, Massachusetts; † 12. August 1944 über Blythburgh, Suffolk) war der älteste Sohn unter den neun Kindern von Joseph und Rose Kennedy.

## Leben
Der älteste Sohn der Familie Kennedy, Enkel des Bürgermeisters von Boston, wurde als zukünftiger erster römisch-katholischer US-Präsident erzogen. 1934 wurde er auf eine Deutschlandreise geschickt. Danach studierte er in Harvard, ab 1938 in London, und dann an der Harvard Law School. Im Jahr 1940 war er Delegierter der Demokraten bei der National Convention, wo Roosevelt erneut als Kandidat für die Präsidentschaft nominiert wurde, mit Wallace als Vizepräsident.
Kennedy trat im Sommer 1941 mit 26 Jahren in die US Navy ein. Ab September 1943 war er in England bei der Bomber Squadron 110 an Einsätzen gegen U-Boote beteiligt. Nach 25 Feindflügen kehrte er nicht in die USA zurück, sondern meldete sich freiwillig als Pilot für eine Spezialmission im Rahmen der Operation Aphrodite zur Zerstörung des V3‑Bunkers von Mimoyecques am 12. August 1944. Sein mit neun Tonnen Sprengstoff beladenes fernsteuerbares Flugzeug, eine Consolidated PB4Y, sollte nach dem Fallschirmabsprung der für den Start nötigen zweiköpfigen Besatzung ferngesteuert ins Ziel fliegen. Kennedy konnte noch über Funk bestätigen, dass die Sprengladung nun scharf gemacht worden sei, jedoch explodierte die Maschine über dem Ort Blythburgh unweit der Nordseeküste. Dabei wurde auch eine nachfolgende Maschine beschädigt. Die Leichen der Besatzung wurden nie gefunden.
Kennedy wurde postum als Kriegsheld gewürdigt, so dass ihm am 27. Juni 1945 bei einer Zeremonie im engsten Familienkreis durch Konteradmiral Felix Gygax das Navy Cross verliehen wurde. 1946 wurde zudem der Zerstörer USS Joseph P. Kennedy, Jr. (Kennung: DD-850) nach ihm benannt, auf dem später sein Bruder Robert F. Kennedy Dienst tat. Sein Name wird auf dem Cambridge American Cemetery and Memorial unter den Vermissten aufgeführt. Sein jüngerer Bruder John, der spätere US-Präsident, veröffentlichte 1945 zu seinem Gedenken das Buch As We Remember Joe.
Joseph war nie verheiratet, allerdings zweimal liiert: mit Edith Bouvier Beale, einer Cousine von Jacqueline Lee Bouvier, der späteren Frau seines Bruders John, sowie mit Katharine Mortimer.

## The Joseph P. Kennedy, Jr. Foundation (JPKF)
Im Jahr 1946 riefen Joe Kennedys Eltern zu seinen Ehren die Joseph P. Kennedy Jr. Foundation (JPKF) ins Leben. Bis heute sitzen im Vorstand Mitglieder der Familie Kennedy. Die Stiftung führt Programme durch, die Menschen mit geistigen Behinderungen, ihre Familien und Gemeinden fördern. Der Stiftungszweck steht mit Kennedys geistig behinderter Schwester Rosemary in Verbindung. Außerdem unterstützte die Stiftung unter anderem die von Kennedys jüngerer Schwester Eunice Kennedy-Shriver gegründeten Special Olympics bereits in deren Anfängen Ende der 1960er Jahre.